# Континент
 Тази статия е за частта от сушата.  За българския вестник вижте Континент (вестник).  
Континент (на латински: continere, „задържам заедно“) е огромна по площ сухоземна маса, изцяло или почти изцяло заобиколена от водни басейни (морета, океани). Друго използвано име е материк (от френски език). На Земята има седем континента: Азия, Африка, Северна Америка, Южна Америка, Антарктида, Европа, Австралия (подредени от най-големия към най-малкия).
Тектониката на континенталните плочи е геоложки процес, включващ движението, сблъскването и отдалечаването на континентите един от друг, известно още като континентален дрейф.
Във Великобритания названието „Континентът“ се отнася за континентална Европа без британските острови.

## Континентални модели
Различните страни в света оценяват броя на континентите по различен начин.
| Брой на континентите според различните традиции                                        | Брой на континентите според различните традиции | Брой на континентите според различните традиции | Брой на континентите според различните традиции | Брой на континентите според различните традиции | Брой на континентите според различните традиции | Брой на континентите според различните традиции | Брой на континентите според различните традиции | Брой на континентите според различните традиции |
| -------------------------------------------------------------------------------------- | ----------------------------------------------- | ----------------------------------------------- | ----------------------------------------------- | ----------------------------------------------- | ----------------------------------------------- | ----------------------------------------------- | ----------------------------------------------- | ----------------------------------------------- |
| С цветове са отделени частите на сушата, описвани като континенти в различните култури |                                                 |                                                 |                                                 |                                                 |                                                 |                                                 |                                                 |                                                 |
| 4 континента                                                                           | Афроевразия                                     | Афроевразия                                     | Афроевразия                                     | Америка                                         | Америка                                         | Антарктида                                      | Австралия                                       |                                                 |
| 5 континента                                                                           | Африка                                          | Евразия                                         | Евразия                                         | Америка                                         | Америка                                         | Антарктида                                      | Австралия                                       |                                                 |
| 6 континента                                                                           | Африка                                          | Европа                                          | Азия                                            | Америка                                         | Америка                                         | Антарктида                                      | Австралия                                       |                                                 |
| 6 континента                                                                           | Африка                                          | Евразия                                         | Евразия                                         | Северна Америка                                 | Южна Америка                                    | Антарктида                                      | Австралия                                       |                                                 |
| 7 континента                                                                           | Африка                                          | Европа                                          | Азия                                            | Северна Америка                                 | Южна Америка                                    | Антарктида                                      | Австралия                                       |                                                 |

- Моделът със седем континента е популярен в Китай, Индия, отчасти в Западна Европа и в англоговорещите страни.
- Моделът с шест континента (като Америка се смята за един континент) е популярен в испаноговорещите страни[14] и в някои части от Източна Европа. Например в Гърция се използва модел с пет населени континента.[6]

Границите между някои континенти са условни. Например за граница между Европа и Азия се смята планината Урал, за граница между Азия и Африка – Суецкият канал, за граница между Северна и Южна Америка – Панамският канал.
Алтернативни определения за континентите:
- Европа и Азия понякога се смятат за един континент с име Евразия.
- Африка, Европа и Азия се обединяват под едно название – „Старият свят“.
- Северна и Южна Америка се смятат за един континент, наричан само Америка или „Новият свят“.

В символиката на олимпийското движение единственият континент без постоянно население Антарктида се изпуска, а Америка се приема за един континент. Затова емблемата на олимпийското движение съдържа пет кръга, символизиращи петте континента.

### Евразия
Евра́зия е най-големият материк на земята и единственият, разположен на четири океана: на юг – Индийския, на изток – Тихия, на запад – Атлантическия, а на север – Северния ледовит океан. Континентът се намира в Северното полукълбо между 9° з. д. и 169° и. д., като само малка част от островите на Евразия са разположени в Южното полукълбо. Голяма част от континентална Евразия е в Източното полукълбо, само най-западната и най-източната част на материка се намират в Западното полукълбо. От запад на изток Евразия се простира на 10500 km, а от север на юг – на 5300 km. Площта на Евразия е 53 600 000 km². Това е над 1/3 от площта на цялата суша на планетата. Площта на островите е приблизително 2 750 000 km².
Евразия се състои от две части на света – Европа и Азия. Границата им минава по източните склонове на Уралските планини, река Урал, река Емба, северозападното крайбрежие на Каспийско море, река Кума, Кумо-Маничката падина, река Манич, източното и после южното крайбрежие на Черно море, пролива Босфор, Мраморно море и пролива Дарданели. Това разделение е исторически наложено. В природно отношение рязка граница между Европа и Азия няма. Континентът е обединен от непрекъсната суша, тектонична консолидираност към настоящия момент и еднаквите многобройни климатични процеси.

### Северна Америка
Се́верна Аме́рика (на английски: North America; на френски: Amérique du Nord; на испански: América del Norte, Norteamérica; на науатъл: Ixachitlān Mictlāmpa) е един от континентите на планетата Земя, разположени в северната част на Западното полукълбо. Северна Америка е обградена от Тихия океан с Берингово море, заливите Аляска и Калифорнийски на запад, от изток – от Атлантическия океан (с моретата Лабрадор, Карибско, заливите Свети Лаврентий и Мексикански), от север – от Северния ледовит океан (с моретата Бофорт, Бафин, Гренландския и Хъдсъновия заливи. От запад континентът е отделен от Евразия от Беринговия пролив. На юг границата между Северна и Южна Америка преминава през Панамския провлак.
В състава на Северна Америка се включват многоблойни големи острова: Гренландия, Канадски арктически архипелаг, Алеутски острови, остров Ванкувър, архипелаг Александър и други. Площта на Северна Америка заедно с островите е 24,25 млн. km², а без островите – 20,36 млн. km².

### Южна Америка
Ю́жна Аме́рика (на испански: América del Sur, Sudamérica, Suramérica; на португалски: América do Sul; на английски: South America; на нидерландски: Zuid-Amerika; на френски: Amérique du Sud; на гуарански: Ñembyamérika; на кечуа: Urin Awya Yala, Urin Amerika) е южен континент в Америка, разположен основно в Западното и Южното полукълба на планетата Земя, като малка част от континента се намира и в Северното. На запад граничи с Тихия океан, на изток — с Атлантическия, на север се свързва със Северна Америка, като границата преминава по Панамския провлак и Карибско море.
В състава на Южна Америка влизат различни острови, по-голямата част от които принадлежи на страни от континента. Карибските територии се отнасят към Северна Америка. Страните от Южна Америка, които граничат с Карибско море – Колумбия, Венецуела, Гайана, Суринам и Френска Гвиана, са известни като Карибска Южна Америка.
Най-важните речни системи в Южна Америка са Амазонка, Ориноко и Парана, чиито общ басейн е 7 000 000 km² (цялата площ на Южна Америка е 17 800 000 km²). По-голямата част от езерата на континента се намират в Андите – тук е най-високото в света плавателно езеро – Титикака, на границата между Боливия и Перу. Най-голямото по площ е Маракайбо във Венецуела – то също така е и едно от най-старите на планетата.
В Южна Америка се намира най-високият водопад в света – Анхел. На материка е и най-мощният сред всички водопади – Игуасу.

### Африка
А́фрика е вторият по площта материк след Евразия. Граничи със Средиземно море на север, Червено море – на североизток, Атлантическия океан на запад и Индийския океан – на изток и юг.
Африканският континент е пресечен от екватора и има няколко климатични зони; това е единствения континент, простиращ се от северния субтропичен климатичен пояс до южния субтропичен.

### Австралия
Австра́лия (от на латински: austrālis – „южен“) е континент, разположен в Източното и Южното полукълба на Земята. Цялата територия на материка е основната част на държавата Австралийски съюз. Материкът влиза в частта на света, наречена Австралия и Океания. Северното и източното крайбрежия на Австралия граничат със следните морета на Тихия океан: Арафурско, Коралово, Тасманово и Тиморско; западното и южното – с Индийския океан. Близо до Австралия са разположени големите острови Нова Гвинея и Тасмания. Покрай североизточното крайбрежие на Австралия, на над 2 000 km дължина, се простира най-големият в света коралов риф – Големият бариерен риф.

### Антарктида
Антаркти́да (на гръцки: ἀνταρκτικός – „противоположност на Арктида“) е континент, разположен на самия юг на Земята, като центъра на континента примерно съвпада с южния географски полюс. Антарктида граничи с Южния океан. Антарктида се нарича и частта на света, състояща се от материка Антарктида и прилежащите му острови.
Това е най-високият материк – неговата средна височина е 2 040 m. На континента се намират около 85% от ледниците на планетата. Постоянно население на Антарктида няма, но има над 40 научни станции, принадлежащи на различни държави и предназначени за изследване и детайлно изучаване на особеностите на континента.
Антарктида почти напълно е покрита с ледена покривка, чиято средна дебелина превишава 2 500 m. Съществува и голямо количество езера под леда (над 140), най-голямото от които е открито от руски учени през 1990-те години – езерото Восток.

## Разделяне на континентите
Идеалният критерий, според който всеки континент представлява огромна част от сушата, оградена с море, обикновено се пренебрегва в полза на по-произволни исторически конвенции. От седемте континента най-отчетливи по този признак са само Антарктида и Австралия.
Няколко континента не са определени като абсолютно отделни части, а като „повече или по-малко отделни маси на Земята“ . Азия и Африка са свързани със Суецкия провлак, а Северна и Южна Америка от Панамския провлак. И двата географски обекта са много тесни, в сравнение с по-голямата част от заобикалящата ги земна повърхност, и двата обекта са прорязани от изкуствени канали (Суецки и Панамски канал), които ефективно обособяват границите на съседните континенти.
Разделението на сушата на Евразия в континентите Азия и Европа представлява аномалия. Причината е, че няма море, което да ги разделя. Алтернативният поглед, че Евразия е един континент, води след себе си до твърдението, че на планетата има шест континента. Това мнение се поддържа от някои географи и е удобно за Русия (която се простира на двата континента), страните от Източна Европа и Япония. Разделянето на Евразия на Европа и Азия се възприема от някои като остатък от евроцентризъм – от физическо, културно и историческо разнообразие, Китай и Индия са сравними с цяла днешна Европа, а не на една европейска държава. От друга страна например Франция може да се приравни към един средноголям индийски щат. Въпреки това поради исторически и културни причини Европа днес се разглежда като отделен континент.
Северна и Южна Америка днес се разглеждат като отделни континенти. Въпреки това в миналото те са разглеждани като един континент, известен с името Америка. В страните от Латинска Америка, Испания и Португалия континентите и днес се разглеждат като един. Според други Европа, Азия и Африка могат да бъдат разглеждани като един общ континент с името Афро-Евразия. В този случай континентите могат да се редуцират до четири – Афро-Евразия, Америка, Антарктида и Австралия.
Вследствие на отдръпване на океаните през ледниковите епохи, голяма част от морското дъно се оказва над нивото на океана. Така се образуват сухоземни мостове между по-големи земни масиви. Така, през последната ледена епоха, Австралия и Нова Гвинея са били суша, обединена в общ континент, наречен Сахул. Подобно на тях, днешна Северна Америка също е била свързана с Азия посредством сухоземен път, намиращ се днес под Беринговия проток. Територията на днешния остров Великобритания е бил част от огромната суша, наречена условно Афро-Евразия-Америка. Освен този суперконтинент, през последната ледена епоха са съществували още два, далеч по-малки – Антарктика и Австралия-Нова Гвинея (Сахул).

## Продължения на континентите
В тесния смисъл на определението континента представлява непрекъсната суша с обособена брегова линия. Така терминът „континентална Европа“ изключва островите Великобритания, Ирландия и Исландия, а „континентална Австралия“ изключва Тасмания и Нова Гвинея. По аналогия терминът за „континентални САЩ“ се отнася за 48 щата, намиращи се в Централна Северна Америка, макар че Аляска е част от континента Северна Америка и е отделена единствено от Канада. Щат Хавай е единственият, който е отделен от основния континент.
От гледна точка на геологията или физическата география, границите на континентите могат да се разширяват извън пределите на същинската суша и да включват плитки участъци в прилежащите морета и океани, наречени континентален шелф, а също и островите, разположени в близост (континентална острови). Причината за това е, че те са структурната част на континента. В този смисъл островите Британия и Ирландия са част на Европа, а Австралия и Нова Гвинея заедно формират един континент (понякога наричан Сахул или Австралия-Нова Гвинея).
В културно отношение един континент може да излиза извън границите на континенталния шелф и да включва океанските острови и континентални фрагменти. По този начин Исландия се счита за част от Европа, а Мадагаскар – за част на Африка. Така и Австралия може да бъде обединена със съседните острови в Тихия океан в един континент, наречен Океания. Въпреки географската си принадлежност към Африка, от културна и исторически гледни точки Малта се смята за част от Европа.
Това позволява цялата повърхност на Земята да бъде разделена на квази-континенти.

## Субконтиненти
Територията на Индия някога е представлявала самостоятелен континент, който се сблъскал с Азия, като под натиска им са се образували Хималаите. Индийската континентална плоча продължава да се движи на север и заради това често се нарича субконтинент. По слаба аналогия, с термина субконтинент се наричат и други големи полуострови, например Арабия. Тук обаче разграничението е не толкова географско, колкото културно-историческо, какъвто е случаят и с разграничаването на Европа и Азия.

## Исторически континенти

### Кенорланд
Кенорланд е хипотетичен суперконтинент, съществувал по мнението на геофизиците в неоархая (преди около 2,75 млрд. години). Името произлиза от Кеноранската сгъвателна фаза. Палеомагнитни изследвания показват, че Кенорланд се е намирал в малките географски ширини.

### Нуна
Нуна (Колумбия, Хъдсънланд) – суперконтинент, съществувал в периода от преди 1,8 до 1,5 млрд. години (максималната граница е 1,8 млрд.). Предположение за неговото съществуване изказват Дж. Роджърс и М. Сантош през 2002 г. Времето на съществуване на Нуна се отнася към палеопротерозойската ера,, което го прави предположително най-старият суперконтинент. Той се състои от плато – предшественик на древните платформи, влизащи в състава на ранните континенти Лаврентия, Феносарматия, Амазония, Австралия и, много възможно, Сибир, Сино-Корейската и Калахарската платформи.[източник? (Поискан днес)] Съществуването на континента Колумбия е основано на геологически и палеомагнитни данни.

### Родиния
Роди́ния (от руското „Родина“ или от „раждане“) е суперконтинент, който вероятно съществува през протерозоя – еон от докамбрия. Възниква около преди 1,1 милиарда години и се разпада преди около 750 милиона години. По това време Земята се състои от една огромна част суша и един гигантски океан, известен под името Мировия, също от руски език. Родиния често се счита за най-стария известен суперконтинент, макар че позицията и очертанията му все още са предмет на спор. След разпадането на Родиния, континентите успяват още един път да се обединят в суперконтинент.

### Евроамерика
Евроамерика (Лаврусия) – палеозойски суперконтинент, образуван в резултат на сблъсъка на северноамериканския древен континент Лаврентия) и източноевропейския древен континент Балтика, по време на Каледонската орогенеза. Известен е и с названията Каледония, Древният червен континент, Континента на стария червен пясъчник. През пермския период се съединява с Пангея и става негова съставна част. След разпадането на Пангея става част от Лавразия. Разпада се през палеогена.

### Гондвана
Гондва́на в палеогеографията е древен суперконтинент, възникнал преди около 750 – 530 млн. години, дълго време намиращ се около Южния полюс. Включва в себе си на практика цялата суша, в наше време разположена в южното полукълбо (Африка, Южна Америка, Антарктида и Австралия), както и тектоничните плочи Индустан и Арабия. По-късно се премества в северното полукълбо и става част от Евразия. През ранния палеозой Гондвана постепенно се изрества на север и преди около 360 милиона години се съединява със северноамериканско-скандинавския материк в гигантския протоконтинент Пангея.

### Пангея
Панге́я (на старогръцки: Πανγαῖα – цялата земя) – име, дадено от Алфред Вегенер на протоконтинента, възникнал в епохата на палеозоя. Гигантският океан, обкръжаващ Пангея (от силурския период на палеозоя до ранния мезозой включително), получава името Панталаса (на старогръцки: παν- „цяло-“ и на старогръцки: θάλασσα „море“). Пангея е образувана през пермския период, и се разпада в края на триас (преди около 200 – 210 милиона години) на два континента: северен континент – Лавразия и южен континент – Гондвана. В процеса на формиране на Пангея от по-стари континенти, на местата на техните сблъсъци възникват планински системи, някои от които съществуват и до наше време, например Урал или Апалачи. Тези ранни планини са доста по-стари от относително младите системи на (Алпите в Европа, Кордилерите в Северна Америка, Андите в Южна Америка или Хималаите в Азия. Поради действащата милиони години ерозия, Урал и Апалачите са ерозирали ниски планини.

### Казахстания
Казахста́ния – среднопалеозойски континент, който се е намирал между Лаврусия и Сибирската платформа. Простирал се е от Тургайската долина и Туранската низина до пустинята Гоби и Такла-Макан.

### Лавразия
Лавра́зия е суперконтинент, съществувал като северната част от разпадането на протоконтинента Пангея (южната е Гондвана) в епохата на късния мезозой. Обединява голяма част от тези територии, които днес съставят съществуващите континент на северното полукълбо – Евразия и Северна Америка, на свой ред отделили се един от друг преди около 135 – 200 милиона години.

## Пангея Ултима
Предполага се, че в бъдеще време континентите още един път ще се съберат в суперконтинент, на който учените са дали названието Пангея Ултима.

## Население и територия
| Континент             | Територия (km²) | Население 2002 | Процент от цялото население |
| --------------------- | --------------- | -------------- | --------------------------- |
| Африка-Евразия        | 84 360 000      | 5 400 000 000  | 86%                         |
| Евразия               | 53 990 000      | 4 510 000 000  | 72%                         |
| Азия                  | 43 810 000      | 3 800 000 000  | 60%                         |
| Америка               | 42 330 000      | 886 000 000    | 14%                         |
| Африка                | 30 370 000      | 890 000 000    | 14%                         |
| Северна Америка       | 24 490 000      | 515 000 000    | 8%                          |
| Южна Америка          | 17 840 000      | 371 000 000    | 6%                          |
| Антарктида            | 13 720 000      | 1000           | 0.00002%                    |
| Европа                | 10 180 000      | 710 000 000    | 11%                         |
| Океания               | 9 010 000       | 33 552 994     | 0,6%                        |
| Австралия-Нова Гвинея | 8 500 000       | 30 000 000     | 0,5%                        |
| Австралия             | 7 600 000       | 21 000 000     | 0,3%                        |

Общата територия на всички континенти е 148 647 000 km², или около 29,1% от земната повърхност.